# Judy Grable
Nellya Jane Burres-Baughman (ur. 4 marca 1936, zm. 8 maja 2008) – amerykańska wrestlerka lepiej znana pod swoim pseudonimem ringowym jako Judy Grable. Była aktywna głównie w latach 50. i 60.

## Życiorys

### Młodość i edukacja
Urodziła się 4 marca 1936 roku w Bolivar w stanie Tennessee jako Nellya Jane Baughman. Miała czterech starszych braci i starszą siostrę. Dorastając interesowała się wędkarstwem, łowiectwem i sportem. Chodziła do liceum Grand Junction High School, gdzie trenowała zapasy. Następnie przeprowadziła się z rodziną do Sarasoty w stanie Floryda. Twierdzi, że przez 6 kolejnych miesięcy pracowała w cyrku Ringling Brothers Circus jako akrobatka, a zrezygnowała po tym jak spadła z liny. John Grasso, autor serii książek poświęconych historii wrestlingu, uważa jednak, że historia Judy Grable o pracy w cyrku mogła zostać zmyślona na potrzeby kayfabe.

### Kariera wrestlerska
Grable była trenowana przez małżeństwo Buddy Lee i The Fabulous Moolah. Uczęszczała na zajęcia w szkole Moolah znajdującej się w mieście Columbia w stanie Karolina Południowa. Debiutowała jako wrestlerka w maju 1956 roku pod pseudonimem Peaches Grable (pl. brzoskwiniowa Grable). Z czasem stała się bardziej znana jako Judy Grable. Miała przydomki The Barefoot Contessa (pl. Bosonoga Contessa) i acrobatic blonde with the educated flying feet (pl. akrobatyczna blondynka z wyćwiczonymi latającym stopami), ponieważ preferowała walczyć boso. Uczennice Moolah występowały w Bostonie dla promotora Paula Bowsera. Tam też Grable i Moolah rozpoczęły wspólną wrestlerską rywalizację. Pierwsze 10 walk i 73 spośród 205 wszystkich walk jakie stoczyła były przeciwko The Fabulous Moolah.
Walczyła w organizacji National Wrestling Alliance (NWA) w latach 50. i 60. We wrześniu 1956 roku wzięła udział w walce battle royal, która miała wyłonić nową posiadaczkę mistrzostwa NWA World Women’s Championship. Grable została wyeliminowana jako ostatnia przez swoją odwieczną rywalkę The Fabulous Moolah, która według WWE była mistrzynią WWE Women’s od tej pory przez kolejne 28 lat. W 1957 roku w Odessie w Teksasie Grable zmierzyła się z Moolah w walce typu Two out of Three Falls match i wygrała z wynikiem 2-1.
Dwukrotnie była posiadaczką tytułu NWA Southern Women’s Title stanu Georgia. Zdobyła pas 16 września 1958 i w lutym 1961.
20 września 1958 roku wystąpiła jako gość w popularnym wówczas programie rozrywkowym What’s My Line?, w którym uczestnicy, sami będący znanymi osobami, próbowali odgadnąć zawód gościa programu.
Oficjalnie przeszła na emeryturę w 1967 roku, po wyjściu za mąż. Trenowała wrestlerkę Joyce Grable, która rozpoczęła karierę wrestlerską w 1973 roku, w wieku 22 lat. Później w latach 70. Judy Grable przeprowadziła się do Seattle. W 1974 roku przez krótki czas walczyła dla organizacji Dean Silverstone’s SuperStar Wrestling. Jej ostatnia walka miała miejsce 13 listopada 1982 roku w Edmonton w kanadyjskiej federacji wrestlingowej Stampede – będąc w tag teamie z Wendy Richter pokonała Judy Martin i Velvet McIntyre.

### Późniejsze życie i śmierć
Wróciła do szkoły i ukończyła ją w 1978 roku, zostając licencjonowaną pielęgniarką. Następnie przez ponad 25 lat pracowała w domu spokojnej starości dla weteranów. Pod koniec życia cierpiała na cukrzycę, miewała udary mózgu i zaczęła rozwijać się u niej choroba Alzheimera. Zmarła w wyniku kumulacji tych przypadłości 8 maja 2008 o godzinie 2:40.

## Upamiętnienie
Wrestlerki Betty Wade-Murphy, uczennica Grable, i Debbie Davis, córka Grable, przyjęły ringowe nazwisko Grable i są znane kolejno jako Joyce Grable i Debbie Grable.
W 2002 roku została pośmiertnie wyróżniona przez Cauliflower Alley Club nagrodą Women’s Wrestling Award.
22 maja 2011 roku została przyjęta do galerii sławy Professional Wrestling Hall of Fame and Museum, do klasy Ladies.
31 marca 2017 została przyjęta do WWE Hall of Fame, do skrzydła legend.

## Życie prywatne
Po 1966 roku poślubiła Burresa Altona Baughmana. Jej mąż był żołnierzem, który w latach 70. pracował jako operator linotypu i projektant gazety. Jej córka, Debbie Davis, została wrestlerką w wieku 33 lat i przyjęła pseudonim ringowy Debbie Grable, choć początkowo matka odradzała jej ten zawód.

## Mistrzostwa i osiągnięcia
- Cauliflower Alley Club nagrodą
  - Women’s Wrestling Award (2002)[13].
- Georgia Championship Wrestling
  - NWA Southern Women’s Championship (2 razy)[6]
- Professional Wrestling Hall of Fame and Museum
  - Wprowadzona w 2011[1]
- World Wrestling Entertainment
  - WWE Hall of Fame (2017)[15].